# Търговска кредитна банка
Търговската кредитна банка е българско акционерно търговско кредитно дружество.

## История
Банката е основана на 13 април 1929 година в Банско след изменението на Закона за Българската народна банка в предишната 1928 година. Задачите на банката са да поддържа покритието на българския лев, да кредитира българската индустрия и търговия чрез частни кредитни институти, да поддържа връзки с банките в страната – държавни и частни, да отпуска заеми на отделни лица срещу поръчителство, да обслужва безсрочни, срочни и детски влогове.
След реорганизирането на банките в 1947 година функциите ѝ се поемат от Българската народна банка.